# Alvenslebenstollen
Der Alvenslebenstollen mit Mundloch bei Burglahr war ein Erbstollen der Grube Louise bei Horhausen im Landkreis Altenkirchen im Westerwald.
1825 wurde der Stollen als Erbstollen 40 m unter dem Louisenstollen angehauen. Bei einem Vortrieb von 14,6 cm pro Tag und durchschnittlich 41 m pro Jahr wurde der Stollen auf eine Steigung von 1,5 mm/m (0,15 %) gebracht und so bis 1864 gebaut.
Die Länge des Hauptstollens beträgt 1546 m. Folgende Längen wurden erreicht:
| - 1854: 1018 m - 1855: 1073 m - 1856: 1134 m - 1857: 1197 m | - 1858: 1262 m - 1859: 1306 m - 1860: 1374 m - 1861: 1429 m | - 1862: 1468 m - 1863: 1516 m - 1864: 1561 m - 1865: 1601 m |

1987 wurde der Stollen auf eine Länge von 400 m als Besucherstollen restauriert und hergerichtet.
Der Alvenslebenstollen ist ein Geopunkt des Nationalen GeoParks Westerwald-Lahn-Taunus.